# Melotte 111
Melotte 111 (také hvězdokupa Coma) je jasná a rozsáhlá otevřená hvězdokupa v souhvězdí Vlasů Bereniky - přesněji řečeno, tato hvězdokupa tvoří vlastní souhvězdí. Kolem roku 138 n. l. se o ní zmínil Klaudios Ptolemaios. Hvězdokupa je od Země vzdálená okolo 280 ly a její věk se odhaduje na 450 milionů let. Patří mezi hvězdokupy nejbližší k Zemi, blíže jsou pouze Hyády a pohybová skupina Velká medvědice (Collinder 285).

## Pozorování

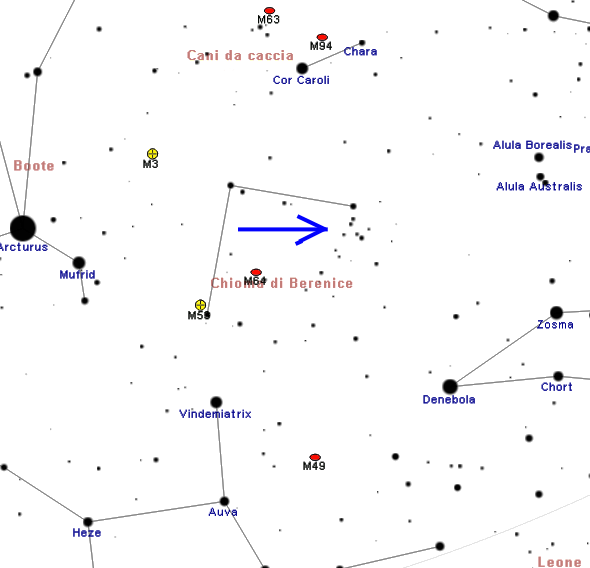
Poloha Melotte 111 v souhvězdí Vlasů Bereniky

Melotte 111 je hvězdokupa složená z několika desítek hvězd rozptýlených na ploše několika stupňů a je viditelná i pouhým okem. Na průzračné a čisté obloze je možné pouhým okem spatřit i některé její nejjasnější hvězdy, které jsou uspořádány do tvaru kužele a mohou připomínat hřívu vlasů (odtud název souhvězdí). Některé z nich jsou široké dvojhvězdy. Nejvhodnější nástroj pro pozorování této hvězdokupy je triedr, ve kterém se může celá vejít do zorného pole a jsou v něm vidět desítky hvězd. I nejmenší dalekohledy mají na tuto hvězdokupu příliš velké zvětšení, takže v nich není možné vychutnat si pravou podstatu hvězdokupy.
Hvězdokupa má severní deklinaci, ale není příliš vzdálená od nebeského rovníku, takže je dobře pozorovatelná ze všech obydlených oblastí Země, i z jižní polokoule, kde ovšem vždy zůstává pouze nízko nad severním obzorem. Nejvhodnější období pro její pozorování na večerní obloze je od února do srpna. Na severní polokouli je to výrazná postava jarních nocí až do začátku léta.

## Historie pozorování
Hvězdokupa byla díky své jasnosti známa od prvopočátku lidstva a bývala považována za chvost ocasu souhvězdí Lva. Její uspořádání ovšem vzhledem připomíná vlasy: Nejjasnější hvězda γ Com představuje vrchol, ze kterého vychází dva navzájem kolmé řetězce hvězd, které představují dlouhé ženské vlasy. Hvězda γ Com však do hvězdokupy nepatří, protože se nachází v poloviční vzdálenosti od Země.
V dřívějších dobách nebyl tento objekt považován za hvězdokupu. Její velká rozloha a poměrná blízkost k Zemi způsobily, že byla považována za náhodný shluk hvězd, jak můžeme vidět na mnohých místech oblohy. Výzkum vzdálenosti jejích členů, který v roce 1938 provedl Robert Julius Trumpler, ovšem ukázal, že jde o skutečnou skupinu hvězd patřících do hvězdokupy. Podobným případem jsou hvězdy pohybové skupiny Velká medvědice.

## Vlastnosti
Melotte 111 je tvořena šedesátkou hvězd do magnitudy 7, které jsou jednoduše viditelné i obyčejným triedrem, což je také nejvhodnější nástroj na její pozorování. Celkem obsahuje až 270 členů, i když se nezdá být zvlášť hustou hvězdokupou, přesto má přibližně čtvrtinu členů v porovnání s Plejádami. Zdá se, že hvězdokupa má tak nízkou hmotnost, že hvězdy s nejmenší hmotností, jako jsou červení trpaslíci, mohly uniknout její gravitační přitažlivosti a rozptýlit se do okolí.
Hvězdokupa leží ve vzdálenosti kolem 280 světelných let od Země, tedy zhruba ve dvojnásobné vzdálenosti proti Hyádám, a na obloze jsou její členové rozptýleni v oblasti velké 7.5°. Hmotnost hvězdokupy je menší než 100 hmotností Slunce, ale její hustota dosahuje 10 hvězd na parsek. Skutečný rozměr hvězdokupy je kolem 22,5 světelných let. Její stáří je přibližně 450 milionů let. Neobsahuje velmi hmotné hvězdy, ale některé její hvězdy dosáhly fáze červených obrů. Mezi jejími hvězdami je možné pozorovat velký počet vzdálených galaxií.